# Ropalidia brevita
Ropalidia brevita är en getingart som beskrevs av Das och Gupta 1989. Ropalidia brevita ingår i släktet Ropalidia och familjen getingar. Inga underarter finns listade i Catalogue of Life.